# Djottin
Djottin (ou Njotin) est une localité du Cameroun située dans la région du Nord-Ouest, le département du Bui et l'arrondissement de Noni, qui est le ressort territorial de la commune de Nkor. 

## Population
Lors du recensement de 2005, on y dénombrait 13 029 habitants. Comme dans les villages proches de Dom et Din, on y parle le Upper Noni, un dialecte du noni.

## Infrastructures
Djottin abrite une mission catholique, ouverte par le père Ivo Stokman le 7 novembre 1938. Fermée pendant la Seconde Guerre mondiale, la paroisse est rouverte finalement en 1958. Elle fait partie du diocèse de Kumbo.